# روبرت دا سيلفا ألميدا
روبرت دا سيلفا ألميدا (بالبرتغالية: Robert da Silva Almeida‏) (مواليد 3 أبريل 1971) هو لاعب كرة قدم. يلعب مع منتخب البرازيل لكرة القدم منذ عام 2001.

## وصلات خارجية
- روبرت دا سيلفا ألميدا على موقع رابطة كرة القدم اليابانية للمحترفين (اليابانية)
- روبرت دا سيلفا ألميدا على موقع قاعدة بيانات كرة القدم.إي يو (الإنجليزية)
- روبرت دا سيلفا ألميدا على موقع ناشيونال فوتبول تيمز (الإنجليزية)
- روبرت دا سيلفا ألميدا على موقع عالم كرة القدم.نت (الإنجليزية)

- National Football Teams